# Österlens flygmuseum

Österlens flygmuseum är ett militärhistoriskt museum beläget i Gärsnäs, Simrishamns kommun. Museet drivs som en ideell förening, vars syfte är att bevara militär flyghistoria. Flygplanen vid museet är både privata flygplan och deponerade av Flygvapenmuseum i Linköping, tillförda depositioner 